# Kadindi
Kadindi is een bestuurslaag in het regentschap Dompu van de provincie West-Nusa Tenggara, Indonesië. Kadindi telt 4504 inwoners (volkstelling 2010).